# الباب
الباب (به عربی: الباب‎) شهری در شمال سوریه که در استان حلب واقع شده‌است. در سال ۲۰۰۷، جمعیت این شهر ۱۴۴٬۷۰۵ نفر بوده‌است.
الباب در ۴۰ کیلومتری شمال شرقی حلب، ۳۰ کیلومتری (۱۹ مایل) جنوب مرز ترکیه قرار دارد و مساحتی به وسعت ۳۰ کیلومتر مربع (۱۲ مایل مربع) دارد. الباب دارای ارتفاع ۴۷۱ متر (۱٬۵۴۵ فوت) است. طبق آمار اداره مرکزی آمار (CBS)، در سال ۲۰۰۴ جمعیت این شهر ۶۳٬۰۶۹ نفر اعلام شد. جمعیت در طول جنگ داخلی سوریه حدود ۱۰۰٬۰۰۰ نفر افزایش‌یافته‌است. قبل از جنگ داخلی سوریه، ساکنان الباب از اعراب سنی و کردها تشکیل شدند.

## جنگ داخلی سوریه
با شروع جنگ داخلی سوریه، از آوریل ۲۰۱۲، شهر الباب به یک شهر جنگ زده تبدیل شد. از اواسط ماه مه و اواسط ژوئیه ۲۰۱۲، حدود ۱۵ گروه شورشی در داخل شهر تشکیل شدند. نبرد برای تصرف الباب شامل یک سری حمله به پایگاه‌ها و دفاتر دولت در طی دو ماه بود و سرانجام در ۱۸ ژوئیه ۲۰۱۲ شورشیان موفق شدند آخرین دژ دولت را در محدوده شهر به دست گیرند. به گفته فعالان سوری، یک پادگان ارتش در خارج از الباب باقی مانده بود که مواضع شورشیان را گلوله‌باران می‌کرد. نیروهای شورشی در ۲۹ ژوئیه ۲۰۱۲ ارتش را از این پادگان در حاشیه جنوبی شهر بیرون راندند. با تصرف الباب، شورشیان در شمال حلب قدرت چشمگیری پیدا کردند. تسخیر این شهر به شورشیان سوری این اجازه را می‌داد که بر مناطق شمال شرقی حلب مسلط شوند.
دولت اسلامی عراق و شام در تابستان سال ۲۰۱۳، در الباب حضور داشت و تا اواسط نوامبر ۲۰۱۳، کنترل کامل الباب را به دست گرفت. پس از کنترل منبج توسط نیروهای دموکراتیک سوریه در اوت سال ۲۰۱۶، گزارش شد که تصرف شهر الباب، هدف بعدی عملیات نیروهای دموکراتیک سوریه (SDF) است. در دسامبر سال ۲۰۱۶، در جریان عملیات سپر فرات، الباب مورد حمله شورشیان سوری تحت حمایت ترکیه قرار گرفت. حملات هوایی ترکیه در ۲۱ دسامبر، ۶۷ هدف دولت اسلامی را منهدم کرد. در نتیجه، ۵۹ سرباز ترکیه و بیش از ۲۰۰ شورشی کشته شدند. الباب یک شهر استراتژیک و مهم برای ترکیه بود زیرا ترکیه نمی‌خواست کانتون عفرین و کانتون کوبانی توسط SDF به هم متصل شوند. در ۲۳ فوریه ۲۰۱۷، شورشیان سوری تحت حمایت ترکیه، شهر الباب را به کنترل خود درآوردند. این شهر یکی از مناطق تحت کنترل ترکیه در شمال سوریه است.

## آب و هوا
| داده‌های اقلیم الباب                                                                    | داده‌های اقلیم الباب | داده‌های اقلیم الباب | داده‌های اقلیم الباب | داده‌های اقلیم الباب | داده‌های اقلیم الباب | داده‌های اقلیم الباب | داده‌های اقلیم الباب | داده‌های اقلیم الباب | داده‌های اقلیم الباب | داده‌های اقلیم الباب | داده‌های اقلیم الباب | داده‌های اقلیم الباب | داده‌های اقلیم الباب |
| ماه                                                                                    | ژانویه              | فوریه               | مارس                | آوریل               | مه                  | ژوئن                | ژوئیه               | اوت                 | سپتامبر             | اکتبر               | نوامبر              | دسامبر              | سال                 |
| -------------------------------------------------------------------------------------- | ------------------- | ------------------- | ------------------- | ------------------- | ------------------- | ------------------- | ------------------- | ------------------- | ------------------- | ------------------- | ------------------- | ------------------- | ------------------- |
| سابقهٔ بیش‌ترین °C (°F)                                                                  | ۱۷ (۶۳)             | ۲۱ (۷۰)             | ۳۱ (۸۸)             | ۳۴ (۹۳)             | ۴۱ (۱۰۶)            | ۴۷ (۱۱۷)            | ۴۶ (۱۱۵)            | ۴۳ (۱۰۹)            | ۴۱ (۱۰۶)            | ۳۷ (۹۹)             | ۳۰ (۸۶)             | ۱۸ (۶۴)             | ۴۷ (۱۱۷)            |
| میانگین بیش‌ترین °C (°F)                                                                | ۸٫۳ (۴۷)            | ۹٫۶ (۴۹)            | ۱۴٫۷ (۵۸)           | ۱۹٫۶ (۶۷)           | ۲۵٫۷ (۷۸)           | ۳۱٫۶ (۸۹)           | ۳۶٫۲ (۹۷)           | ۳۶٫۱ (۹۷)           | ۳۱٫۲ (۸۸)           | ۲۴٫۰ (۷۵)           | ۱۶٫۸ (۶۲)           | ۱۰٫۱ (۵۰)           | ۲۳٫۸ (۷۴٫۹)         |
| میانگین کم‌ترین °C (°F)                                                                 | −۱٫۱ (۳۰)           | ۰٫۱ (۳۲)            | ۳٫۰ (۳۷)            | ۷٫۶ (۴۶)            | ۱۳٫۵ (۵۶)           | ۱۷٫۱ (۶۳)           | ۲۰٫۹ (۷۰)           | ۲۰٫۹ (۷۰)           | ۱۷٫۳ (۶۳)           | ۱۱٫۴ (۵۳)           | ۳٫۴ (۳۸)            | ۱٫۳ (۳۴)            | ۱۰٫۹ (۵۱٫۶)         |
| سابقهٔ کم‌ترین °C (°F)                                                                   | −۱۳ (۹)             | −۱۰ (۱۴)            | −۷ (۱۹)             | −۲ (۲۸)             | ۰ (۳۲)              | ۹ (۴۸)              | ۱۶ (۶۱)             | ۱۵ (۵۹)             | ۷ (۴۵)              | ۵ (۴۱)              | −۳ (۲۷)             | −۸ (۱۸)             | −۱۳ (۹)             |
| بارندگی میلی‌متر (اینچ)                                                                 | ۶۰٫۳ (۲٫۳۷)         | ۵۲٫۰ (۲٫۰۵)         | ۴۶٫۱ (۱٫۸۱)         | ۳۳٫۶ (۱٫۳۲)         | ۱۷٫۹ (۰٫۷)          | ۲٫۳ (۰٫۰۹)          | ۰٫۱ (۰)             | ۰٫۳ (۰٫۰۱)          | ۲٫۲ (۰٫۰۹)          | ۱۹٫۲ (۰٫۷۶)         | ۳۵٫۲ (۱٫۳۹)         | ۵۹٫۶ (۲٫۳۵)         | ۳۲۸٫۸ (۱۲٫۹۴)       |
| میانگین روزهای بارندگی (≥ ۰.۱ mm)                                                      | ۱۳                  | ۱۴                  | ۱۰                  | ۷                   | ۴                   | ۱                   | ۰                   | ۰                   | ۱                   | ۴                   | ۷                   | ۱۱                  | ۷۲                  |
| میانگین روزهای بارانی                                                                  | ۱۲٫۳                | ۱۲٫۳                | ۱۲٫۱                | ۱۰٫۶                | ۶٫۸                 | ۲٫۰                 | ۰                   | ۰                   | ۱٫۵                 | ۶٫۵                 | ۸٫۷                 | ۱۱٫۹                | ۸۴٫۷                |
| میانگین روزهای برفی                                                                    | ۳٫۵                 | ۰٫۸                 | ۰٫۳                 | ۰                   | ۰                   | ۰                   | ۰                   | ۰                   | ۰                   | ۰                   | ۰٫۱                 | ۱٫۲                 | ۵٫۹                 |
| درصد رطوبت                                                                             | ۷۲                  | ۶۸                  | ۶۳                  | ۶۱                  | ۵۴                  | ۴۵                  | ۳۷                  | ۳۸                  | ۴۵                  | ۵۶                  | ۶۸                  | ۷۱                  | ۵۶٫۵                |
| میانگین روزانه ساعت‌های تابش آفتاب                                                      | ۱۲۰٫۹               | ۱۴۰٫۰               | ۱۹۸٫۴               | ۲۴۳٫۰               | ۳۱۹٫۳               | ۳۶۶٫۰               | ۳۸۷٫۵               | ۳۶۵٫۸               | ۳۰۳٫۰               | ۲۴۴٫۹               | ۱۸۶٫۰               | ۱۲۷٫۱               | ۳٬۰۰۱٫۹             |
| منبع شماره ۱: World Meteorological Organization, Hong Kong Observatory (sun 1961–1990) |                     |                     |                     |                     |                     |                     |                     |                     |                     |                     |                     |                     |                     |
| منبع شماره ۲: BBC Weather (record highs and lows)                                      |                     |                     |                     |                     |                     |                     |                     |                     |                     |                     |                     |                     |                     |